# Жетикубыр
Жетикубыр (каз. Жетикубыр, до 2011 г. — Жамбыл) — село в Жетысайском районе Туркестанской области Казахстана. Входит в состав аульного округа Жолдасбая Ералиева. Код КАТО — 514439500.

## Население
В 1999 году население села составляло 134 человека (70 мужчин и 64 женщины). По данным переписи 2009 года, в селе проживало 88 человек (45 мужчин и 43 женщины).